# Pendant

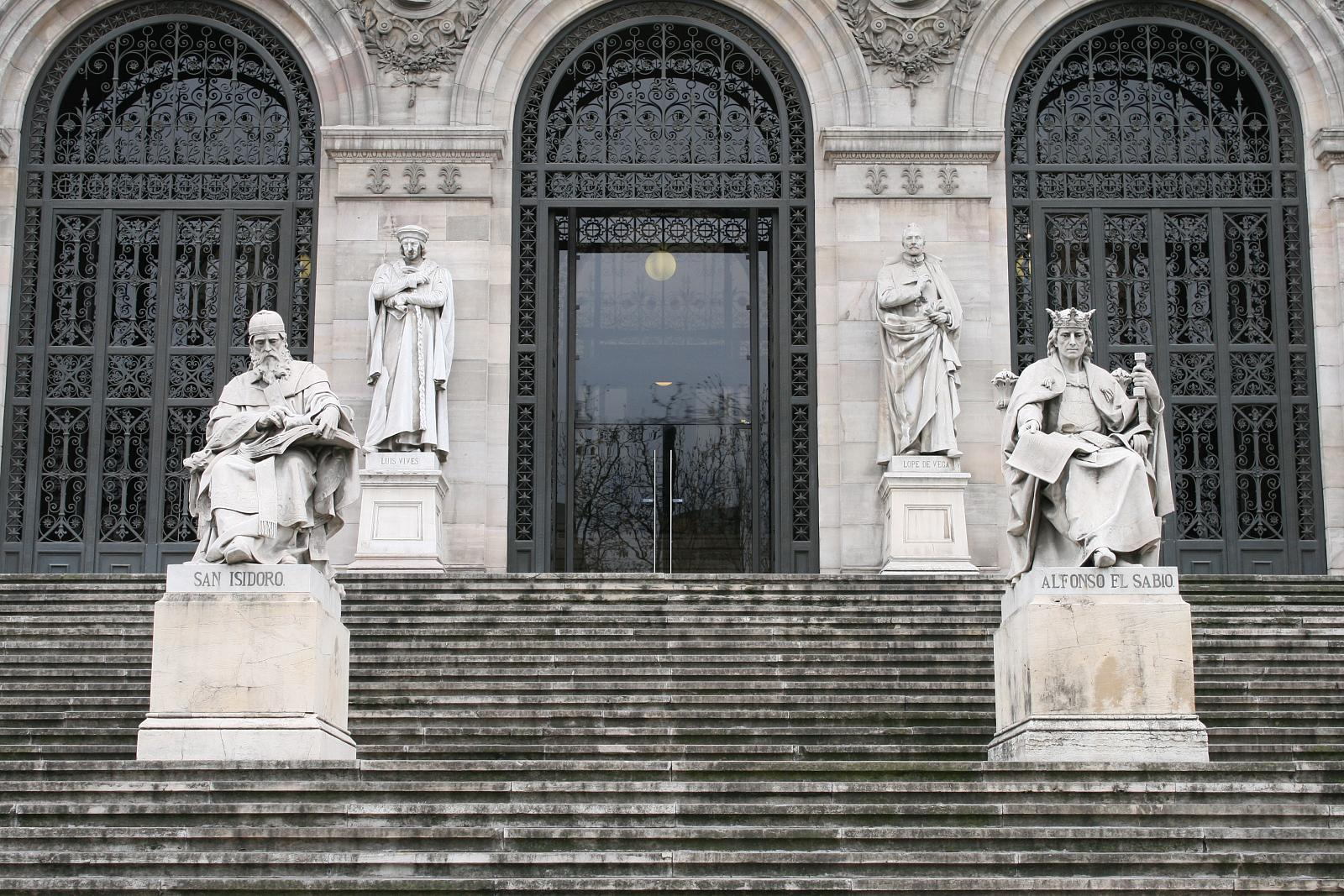
Estàtues de Sant Isidor i d'Alfons X, el Savi, de l'escultor Josep Alcoverro, fent pendant en l'entrada de la Biblioteca Nacional d'Espanya.

Pendant és un terme utilitzat en la bibliografia d'art, especialment en l'expressió «formar pendant», per designar una parella de peces (de quadres, escultures o fins i tot obres d'arts decoratives, com rellotges o canelobres) que es realitzen expressament per a ser exhibides conjuntament en un espai adequat (per exemple, flanquejant una porta o formant simetria en una estada o sobre un aparador). Habitualment tenen les mateixes o similars dimensions i proporcions i es refereixen al mateix tema artístic.
No s'ha de confondre pendant amb el terme «penjant» (traduïble en anglès i francès per pendant o pendentif).

## Etimologia
El significat de la paraula francesa pendant és tant «penjant» com «semblant» o «igual»; mentre que l'expressió être le pendant significa «ser el company de» o «ser equiparable amb»; i l'expressió faire pendant à significa «fer parella amb».

## Exemples

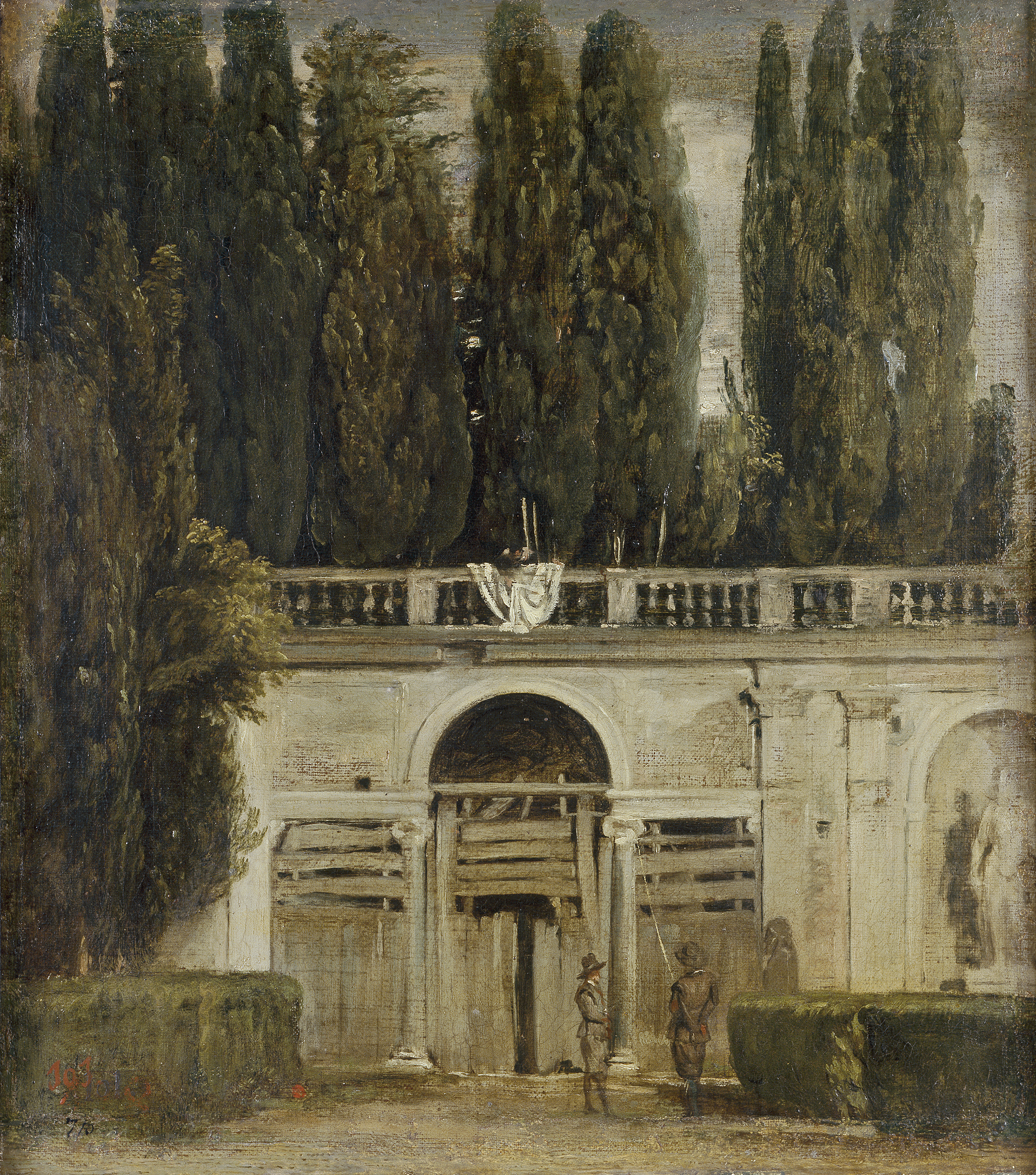
Vista del jardí de Villa Medici en Roma, de Diego Velázquez
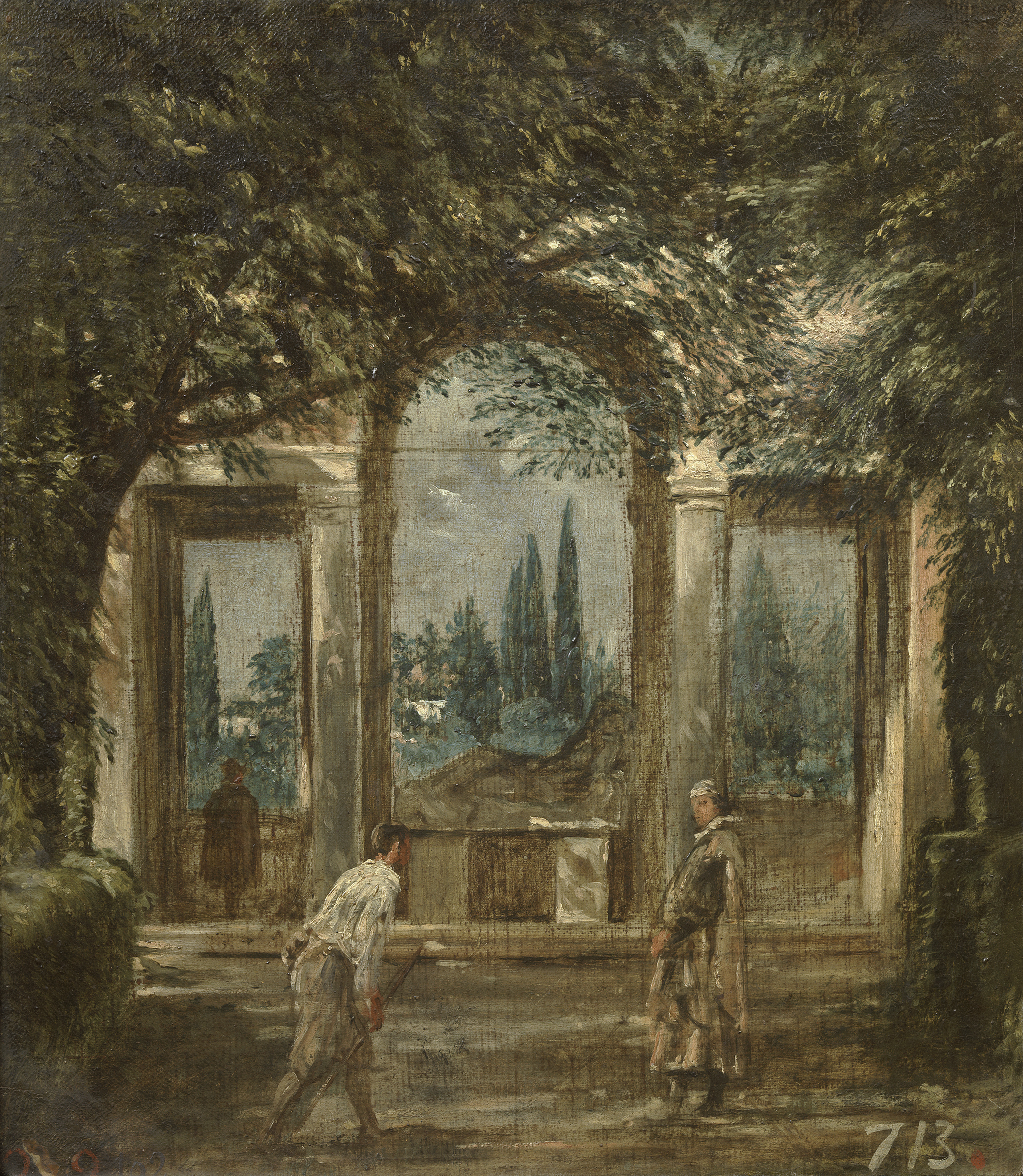
El mateix títol, pendant de l'anterior
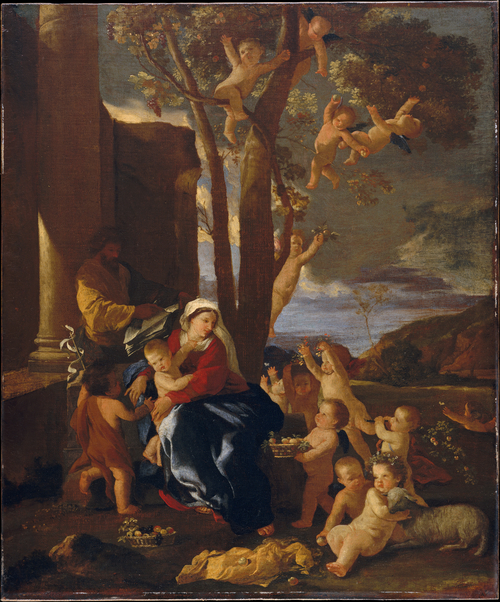
Descans en la fugida a Egipte, de Poussin
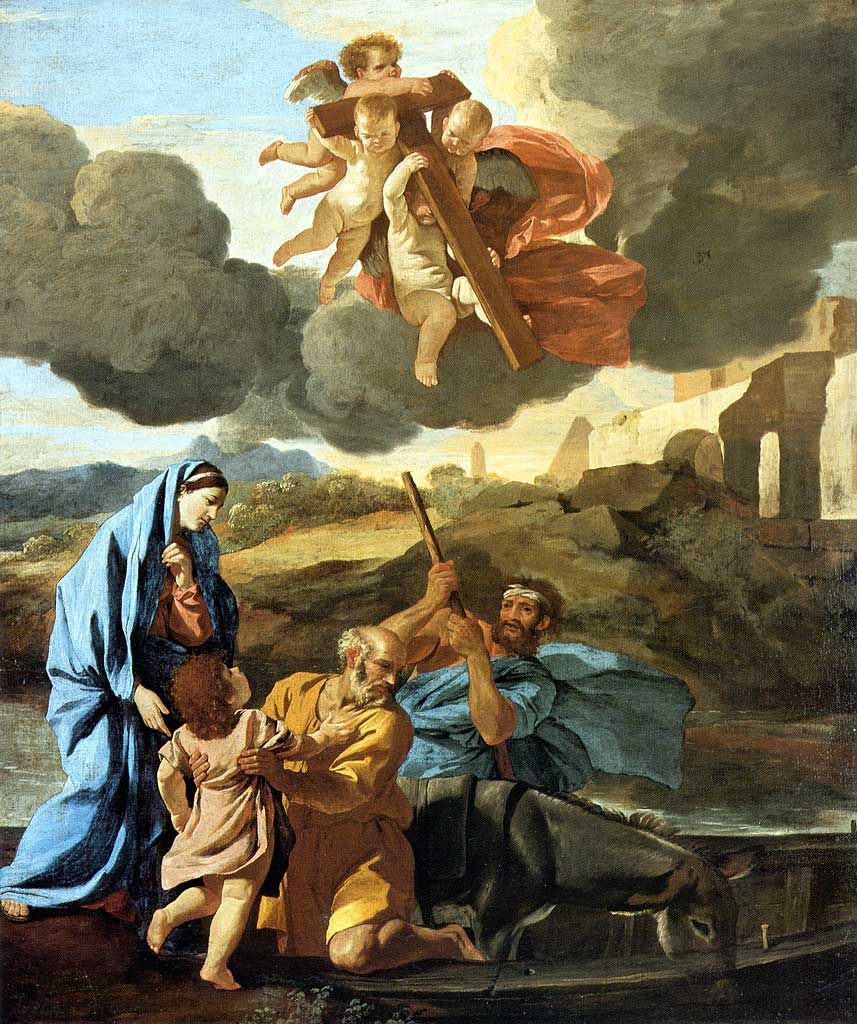
Retorn en la fugida a Egipte, de Poussin, que forma pendant amb l'anterior
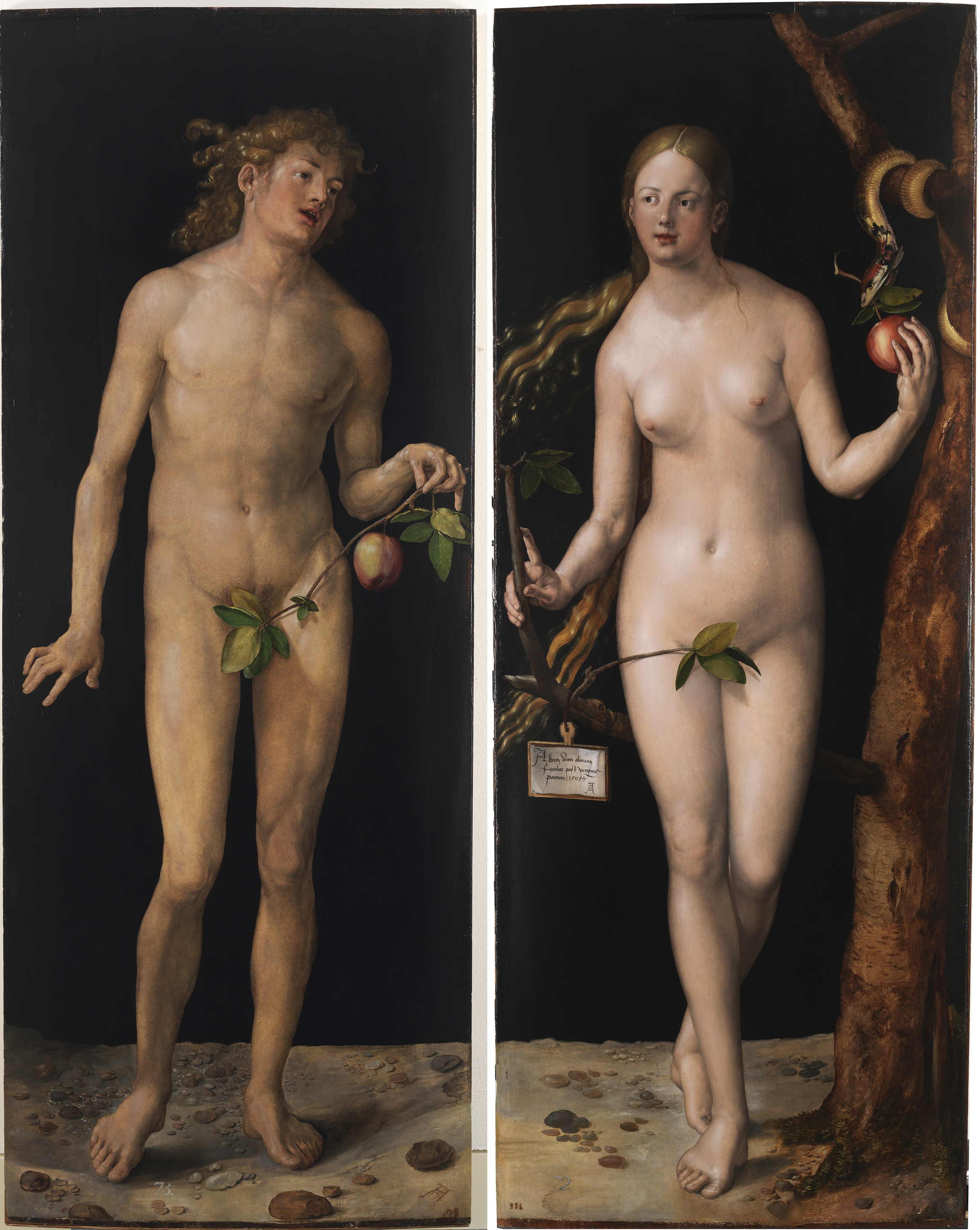
Díptic de Dürers d'Adam i Eva. Els dos panells es mostren com a pendant en el Museo del Prado (Madrid)

## Retrats pendants
Els retrats aparellats (o pendants) van estar de moda durant la meitat del segle xviii a Rússia, mentre que a Europa occidental van aparèixer molt abans. En general, representaven a una parella casada. Tot i que es podien fer abans del casament, generalment els nuvis es retrataven quan ja tenien una edat madura. Els retrats en la vellesa eren menys comuns.
En general, eren pintats pel mateix artista, però de vegades el segon retrat ho pintava un altre artista per haver-se fet anys més tard.

Els retrats pendants són de la mateixa mida i estan aparellats en color, model, fons i altres característiques. Generalment els models s'enfronten entre si, i els dos retrats es penjaven junts.

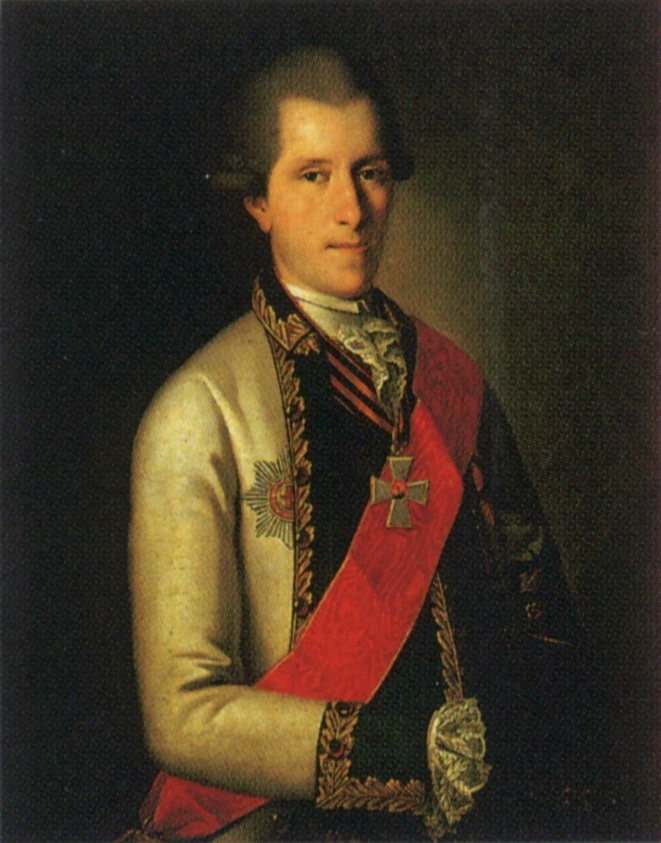
Retrat de Samuila Greyga, de Carl Ludwig Christinec
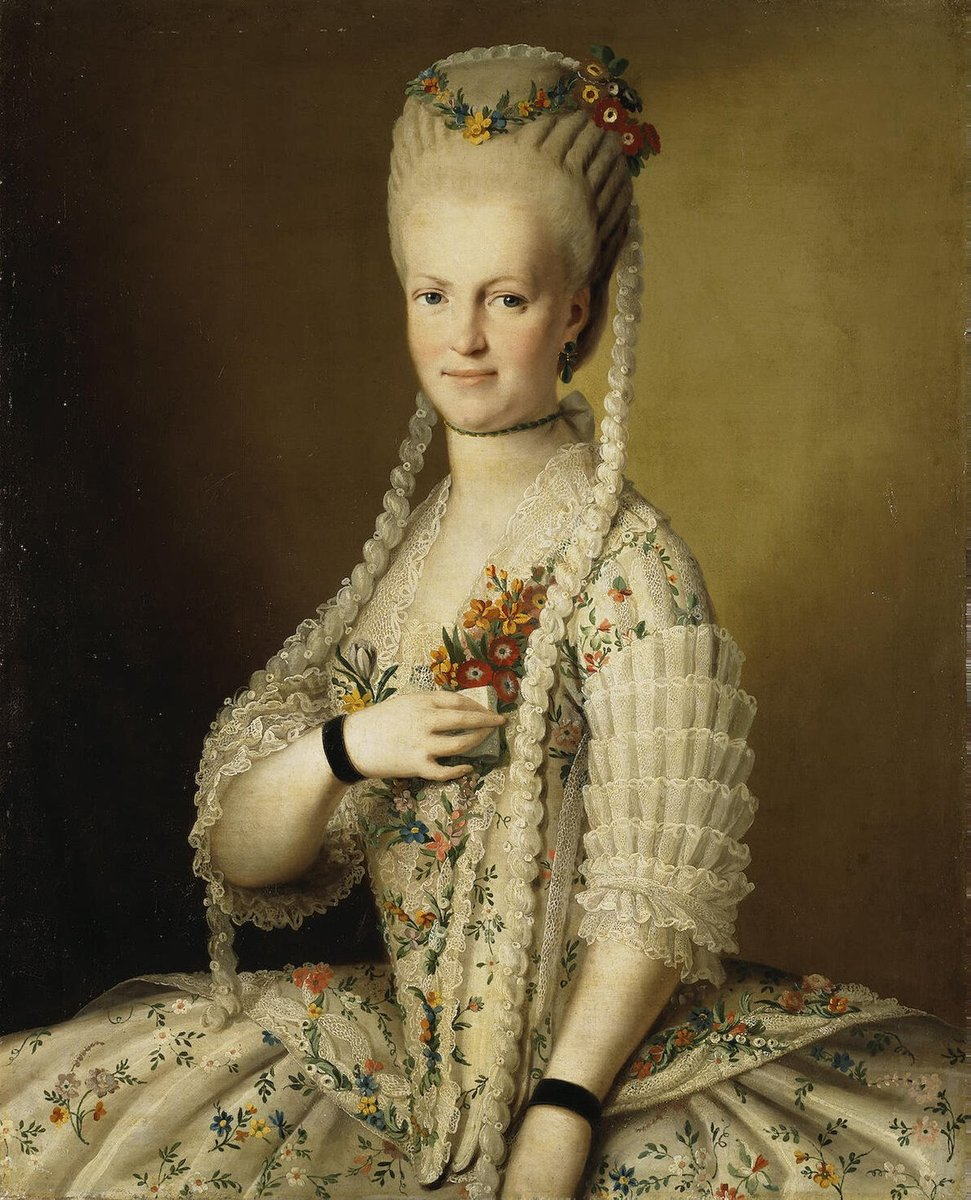
Retrat de Sarah Greig, la seva esposa, de Carl Ludwig Christinec, pendant de l'anterior
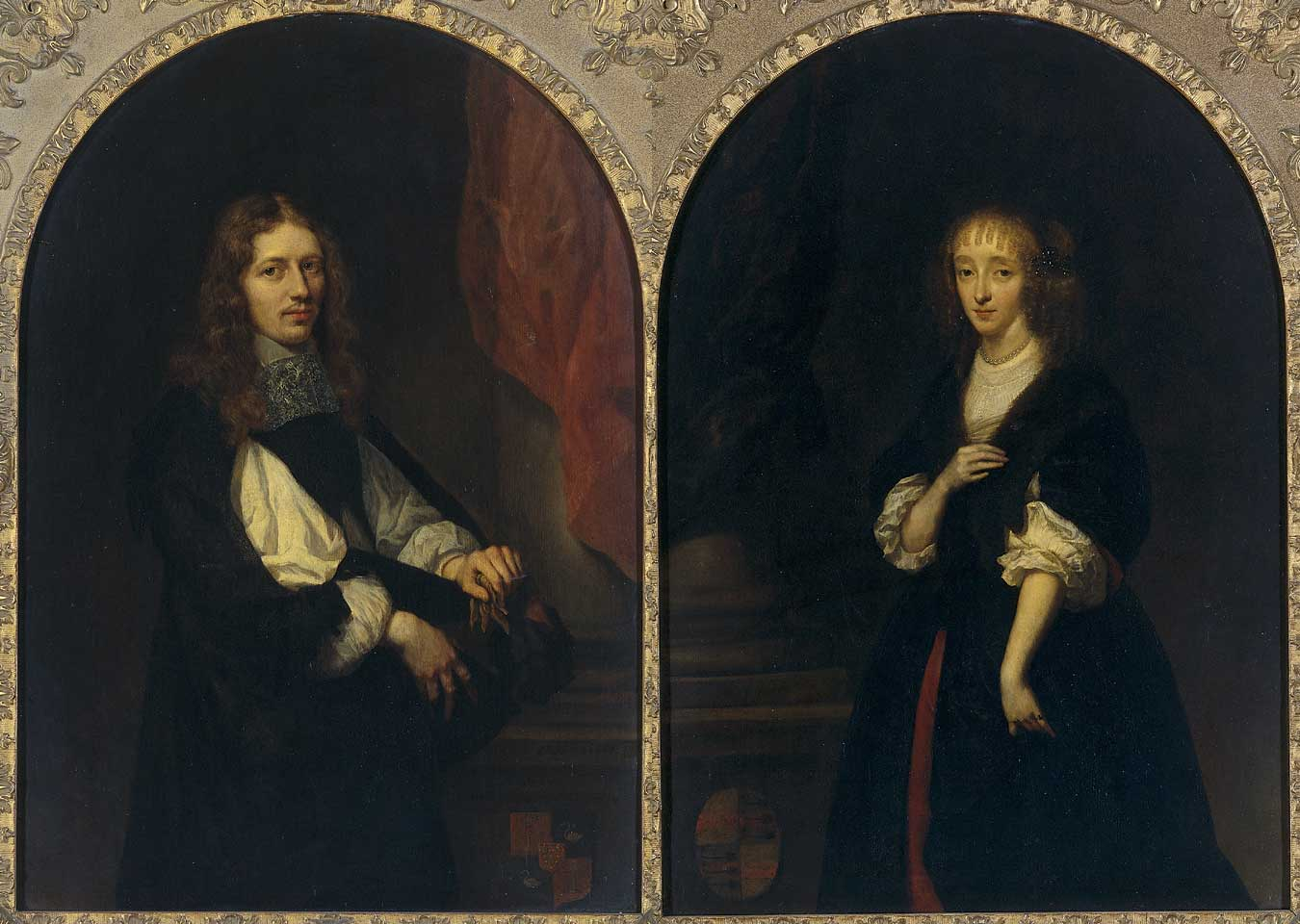
Pieter de Graeff i la seva esposa Jacoba Bicker, pintat en 1663 per Caspar Netscher, Rijksmuseum Amsterdam